# Mark Jefimowitsch Wolpin
Mark Jefimowitsch Wolpin (russisch Марк Ефимович Вольпин, * 23. Mai 1923 in Simferopol; † 28. September 1996 in Moskau) war ein sowjetisch-russischer Chemiker.

## Leben
Mark Jefimowitsch Wolpin wurde 1923 in einer Arztfamilie in Simferopol geboren. Die Familie zog oft um und kam 1938 nach Moskau. Nach dem Kriegsdienst nahm er 1945 das Studium an der Universität Moskau wieder auf. 1952 promovierte er bei A. F. Platé über die Synthese von Acetonitril.
1958 holte ihn D. N. Kursanow zum A. N. Nesmejanow-Institut für elementorganische Verbindungen (INEOS). Dort arbeitete er über nichtbenzolische Aromaten. Seine Arbeiten über das Tropylium-Kation machten ihn auch im Westen bekannt.
1964 veröffentlichte er zusammen mit W. B. Schur eine bahnbrechende Arbeit über die Umwandlung von Distickstoff in Ammoniak bei milden Bedingungen. 1967 entdeckte er, dass viele Übergangsmetalle CO2 aktivieren können. Für diese Arbeiten erhielt er 1982 den Staatspreis der UdSSR. Seit Dezember 1987 war er Vollmitglied der Akademie der Wissenschaften der UdSSR, ab November 1991 der Russischen Akademie der Wissenschaften.
Von 1989 bis 1996 war er Präsident des Nesmejanow-Instituts der Russischen Akademie der Wissenschaften.

## Veröffentlichungen
1. ↑  M. E. Vol'pin, V. B. Shur: Nitrogen Fixation by Transition Metal Complexes. In: Nature. Band 209, Nr. 5029, 19. März 1966, S. 1236–1236, doi:10.1038/2091236a0.
2. ↑  M. E. Vol'pin, I. S. Kolomnikov: Reactions of carbon dioxide with transition metal compounds. In: Pure and Applied Chemistry. Band 33, Nr. 4, 1973, S. 567–581, doi:10.1351/pac197333040567 (PDF).